# Pont d'Askøy
El pont d'Askøy (en noruec, Askøybrua) està catalogat com a pont penjant. Va ser construït entre el 1989 i el 1993 i es va obrir al trànsit el 12 de desembre de 1992) des de terra ferma prop la ciutat de Bergen, a l'illa d'Askøy localitzada a Hordaland, Noruega. El pont té l'obertura principal més llarga del país.
El pont fa 1.057 metres de longitud i la seva obertura principal és de 850 metres. Es troba suspès de dues torres de 152 m d'altura.
Té una calçada de 2 carrils i disposa de la senda protegida accessible per a vianants i bicicletes.

## Fotos del pont d'Askøybrua

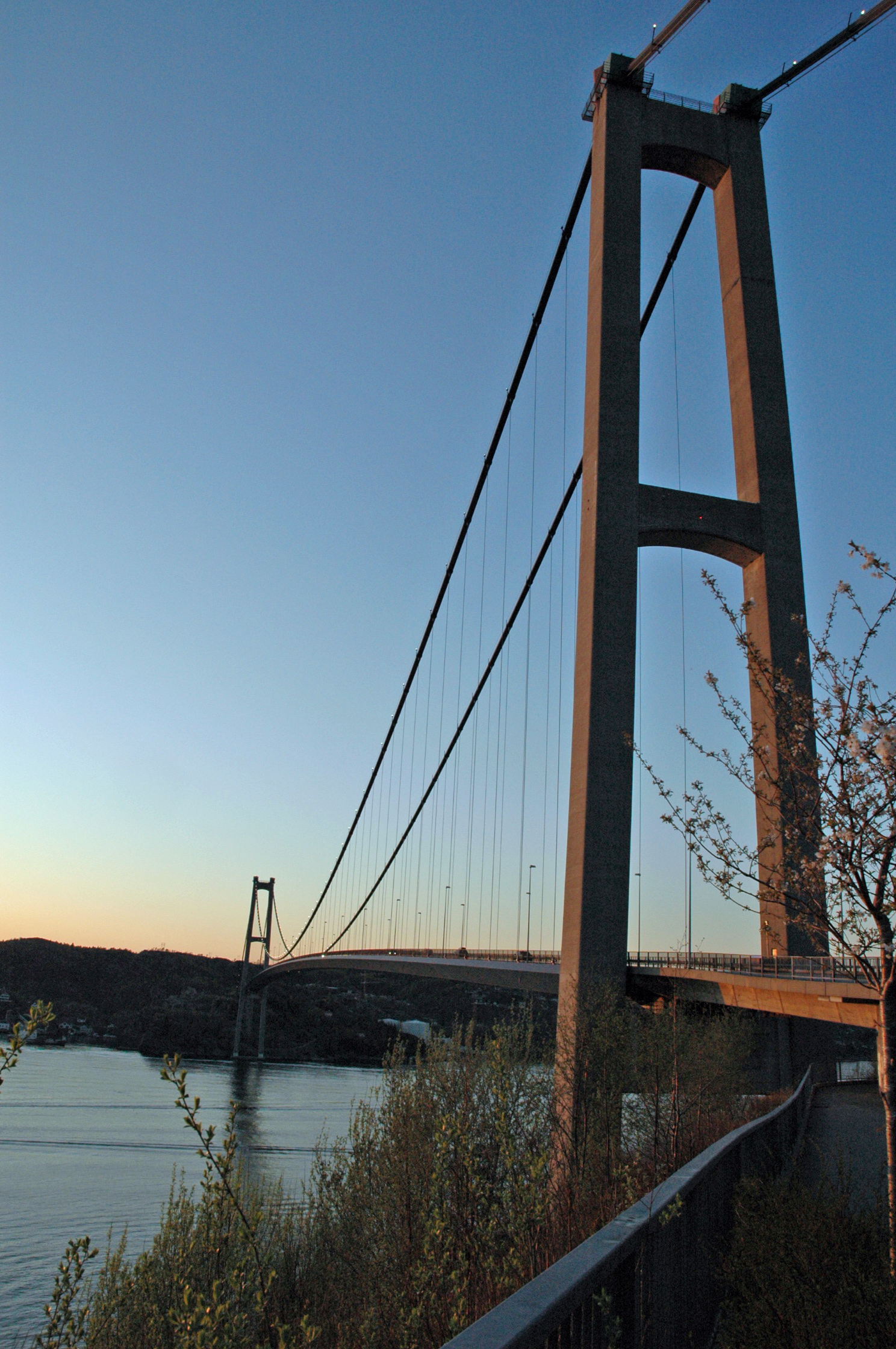
Pont d'Askøy.